# Hypostomus soniae
Hypostomus soniae es una especie de peces de la familia Loricariidae en el orden de los Siluriformes.

## Morfología
Los machos pueden llegar alcanzar los 14,6 cm de longitud total.

## Distribución geográfica
Se encuentran en Sudamérica: río Tapajós (Pará, Brasil ).